# Apostolska nunciatura na Cipru
Apostolska nunciatura na Cipru je diplomatsko prestavništvo (veleposlaništvo) Svetega sedeža na Cipru, ki ima sedež v Nikoziji.
Trenutni apostolski nuncij je Antonio Franco.

## Seznam apostolskih nuncijev
- Pio Laghi (28. maj 1973–27. april 1974)
- William Aquin Carew (10. maj 1974–30. avgust 1983)
- Carlo Curis (4. februar 1984–28. marec 1990)
- Andrea Cordero Lanza di Montezemolo (28. maj 1990–7. marec 1998)
- Pietro Sambi (6. junij 1998–17. december 2005)
- Antonio Franco (21. januar 2006–danes)